# Quarashi
Quarashi är ett isländskt band som kan sägas spela hiphop med inslag av rock och andra musikstilar. Quarashi grundades 1996 och har sedan dess gett ut ett antal skivor, den senaste vid namn Guerilla Disco kom ut i oktober 2004. Quarashi hade en stor hit med låten Stick ’Em Up år 2002. Bandet är numera nedlagt. Bandet bestod av Hössi Ólafsson (ersatt på sista albumet av Tiny, riktigt namn Egill Olafur Thorarensen), som var sångare och frontman i gruppen, Ómar Swarez (Ómar Örn Hauksson), rappare med mera, samt Steini, även känd som Stoney (Steinar Orri Fjeldsted), även han var rappare (med mera). Bandets fjärde medlem var Sövi Blöndal, som var bandets producent, keyboardist och trummis. Han spelade även slagverk, samt hjälpte till att skriva låtar. Under konserter så var en handull musiker till med.
Quarashi är fortfarande populära i hemlandet, där samtliga av deras album har sålt bra. Quarashi som rapgrupp kombinerade hiphopen med stilar som rock, techno, samt funk. Bland bandets inspirationskällor kan bland annat Public Enemy och Led Zeppelin nämnas.

## Diskografi
Album
- 1997 – Quarashi
- 1999 – Xeneizes
- 2001 – Kristnihald undir Jökli
- 2002 – Jinx
- 2004 – Guerilla Disco
- 2009 - Demos & B-Sides

EP
- 1996 – Switchstance EP